# Жаворонков, Михаил Митрофанович
Михаил Митрофанович Жавронков (1926—1996) — советский работник промышленности, электросварщик завода «Красный котельщик», Герой Социалистического Труда.

## Биография
Родился 26 ноября 1926 года в селе Малые Ясырки Эртильского района Воронежской области.
Окончив шесть классов сельской школы, начал трудиться. С 1944 года служил в Красной Армии, участвовал в Великой Отечественной войне. Служил в авиации Черноморского флота связистом, принимал участие в десанте при высадке из гидросамолета в болгарском морском порту Бургас.
Демобилизовавшись из армии, приехал в город Таганрог Ростовской области, где в сентябре 1956 года поступил сварщиком в механический цех № 1 завода «Красный котельщик». В 1960-е годы овладел новым видом сварки и участвовал в выполнении заказа на изготовление котлоагрегата для Белоярской атомной станции. Спустя несколько лет разработал собственные методы сварки в среде углекислого газа. В 1966 году окончил школу мастеров и получил среднее образование.
Кроме производственной, занимался общественной деятельностью — был делегатом XXIV  съезда КПСС, избирался депутатом Таганрогского городского Совета народных депутатов.
С 1978 года Михаил Митрофанович находился на пенсии, но продолжал работать наладчиком сварочных полуавтоматов и помогал профтехучилищу готовить электросварщиков.
Жил в Таганроге, где и умер 26 августа 1996 года.

## Награды
- Указом Президиума Верховного Совета СССР от 9 июля 1966 года за выдающиеся заслуги в выполнении заданий семилетнего плана и достижение высоких технико-экономических показателей в работе Жаворонкову Михаилу Митрофановичу присвоено звание Героя Социалистического Труда с вручением ордена Ленина и золотой медали «Серп и Молот».
- Лауреат Государственной премии СССР (1978, за выдающиеся достижения в труде, высокую эффективность и качество работы на основе умелого использования резервов производства).
- Был награжден орденами Октябрьской Революции (1971) и Отечественной войны 2-й степени (1985), а также медалями, в числе которых «За победу над Германией в Великой Отечественной войне 1941—1945 гг.».